# Decap Attack
Decap Attack (lançado no japão como Magical Hat no Buttobi Tabo! Daibōken (まじかるハットのぶっとびターボ！大冒険, Majikaru Hatto no Buttobi Tabo! Daibōken)) é um jogo de videogame para Mega Drive.O protagonista é
Chuck D. Head (personagem que é um misto de múmia/monstro de Frankenstein sem cabeça), que deve deter Max D. Cap; que é um vilão que surge do "submundo subterrâneo" separando o continente em ilhas, para espalhar seu "exército monstro" e conquistar o mundo.

## Personagens
- Chuck D.Head:Uma múmia com um crânio que usa como arma.Seu melhor ponto de ataque é atacar o inimigo com a cabeça (que fica escondida sob as ataduras).

- Max D.Cap:É um vilão que se acha o dono do mundo (aliás,do 'Sub Mundo'),por isso enviou seus monstrinhos em cada ilha (que é um esqueleto.)....

## Jogabilidade
- Chuck pode atacar inimigos usando sua cabeça, que é arremessada como um projétil.
- Ele também possui um rosto na barriga que funciona como uma espécie de "soco" para combates próximos.
- O jogo possui uma estrutura de fases distribuídas em ilhas, com cada ilha composta de subníveis e um chefe no final.
- Há uma ênfase em exploração, com muitos segredos e power-ups escondidos pelo mapa.

Embora não haja ligações de história ou personagens do jogo, Decap Attack é considerado uma "sequência espiritual" de Kid Kool(NES) e Psycho Fox (Master System) pelos controles e design das fases.